# Ficus kerkhovenii
Ficus kerkhovenii là một loài thực vật có hoa trong họ Moraceae. Loài này được Koord. & Valeton mô tả khoa học đầu tiên năm 1906.